# Château de La Rabatelière
Le château de La Rabatelière (Vendée) est un château inscrit aux monuments historiques en 2001.

## Histoire
Le fief de la Rabatelière doit son nom à la famille Rabasteau qui provenait du Bas-Poitou. Un de leurs représentants fut président du Parlement de Paris sous Charles VII et reçut Jeanne d'Arc en son hôtel de Poitiers en 1429. Dès 1226 cette propriété passa aux religieux hospitaliers de l'ordre canonial régulier du Saint-Sépulcre et fut affectée à la commanderie de l'Aunay. Le prieur de cette commanderie, Louis de Lorraine, la donna à Pierre Bruneau en récompense de ses combats contre les Sarrasins. 
Au cours des siècles les Bruneau firent de ce lieu une grande seigneurie. Le chartrier de la Rabatelière est surtout connu par Jean Bruneau en 1392,  qui mourut par violence lors d’une querelle avec Pierre Vau, un pauvre homme de labour voisin. La famille fut surtout connue par le mariage de Jacques Bruneau en 1503 avec Jacquette Moreau, Dame de la Jaunière et riche héritière. Grâce à sa fortune la Rabatelière fut considérablement agrandie. En 1632, La Rabatelière fut érigée en baronnie par Louis XIII, pour récompenser Charles Bruneau qui avait défendu Ré contre les huguenots. En 1642, La Rabatelière devint une vicomté. La famille Bruneau s'éteignit avec François Bruneau, qui épousa le 7 janvier 1644 Charlotte de Pompadour et fut tué le 3 août 1645 à Nordlingen comme maréchal de camp du Duc d’Enghien. 
La Rabatelière fut vendue en 1720 pour 140 000 livres à la famille nantaise des Montaudouin. À la Révolution, René de Montaudouin refusant d’émigrer, la propriété fut saccagée par les colonnes infernales, puis vendue par ses héritiers en 1828 à Charles Henry de La Poëze. Elle fut entièrement restaurée par son fils Olivier de La Poëze, chambellan de l’Empereur Napoléon III. Le château fut ensuite habité par Yves Gabriel de La Poëze et son épouse Margueritte Legoux (fille du baron Jules Legoux), qui en firent l’une des grandes demeures vendéennes et créèrent un parc paysager. La restauration du château remontant à plus de 150 ans, les descendants se décidèrent de vendre le château au début du XXIe siècle.
Depuis le château fut inscrit aux Monuments Historiques le 30 octobre 2001 et constitue un ensemble unique, en raison de ses façades, ses toitures, les communs encadrant la cour d’honneur, le grand salon avec sa cheminée néogothique, les douves et le pont les enjambant.